# Јован Пантелић
Јован Пантелић (Огар, 16. новембар 1812 — Сремски Карловци, 28. април 1888) био je српски професор, педагог и директор Карловачке гимназије.

## Биографија

### Образовање
Гимназију је завршио у Карловцима, а филозофију у Сегедину. Након тога похађао је Богословију.

### Каријера у просвети
Митрополит Стратимировић га је 1836. поставио за професора Карловачке гимназије. Пошто је изабран за директора српских народних школа у Банату напушта гимназију 1842. године. На овој функцији провео је десет година, држећи повремено и течајеве за учитељске приправнике. Године 1852. добија позив од патријарха Рајачића да преузме функцију директора Карловачке гимназије. Увео је нови наставни програм и тежио да ученици буду васпитавани у космополитском духу. Замерано му је фаворизовање немачког као наставног језика за већину предмета, што је сматрано штетним за очување српског идентитета. Био је познат као добар приповедач.

### Књижевни рад
Био је песник, написао је књигу Свиларство, превео је Шилерову Селену и књигу Пријатељ жена или искрено настављеније за живот и поведеније прекрасног пола.

### Академик
Кореспондентни члан Друштва српске словесности био је од 1853, а дописни члан Српског ученог друштва од 1864. године.
Његов син је био епископ шабачки Самуло Пантелић, а чукунунук епископ будимски Лукијан Пантелић.